# Канталупа
Канталупа (итал. Cantalupa) — коммуна в Италии, располагается в регионе Пьемонт, в провинции Турин.
Население составляет 2073 человека (2008 г.), плотность населения составляет 188 чел./км². Занимает площадь 11 км². Почтовый индекс — 10060. Телефонный код — 0121.
Покровителем коммуны почитается священномученик Власий Севастийский, празднование 3 февраля.

## Демография
Динамика населения:

## Администрация коммуны
- Официальный сайт: http://www.comune.cantalupa.to.it/ Архивная копия от 18 мая 2010 на Wayback Machine